# Frédéric Falkenburger

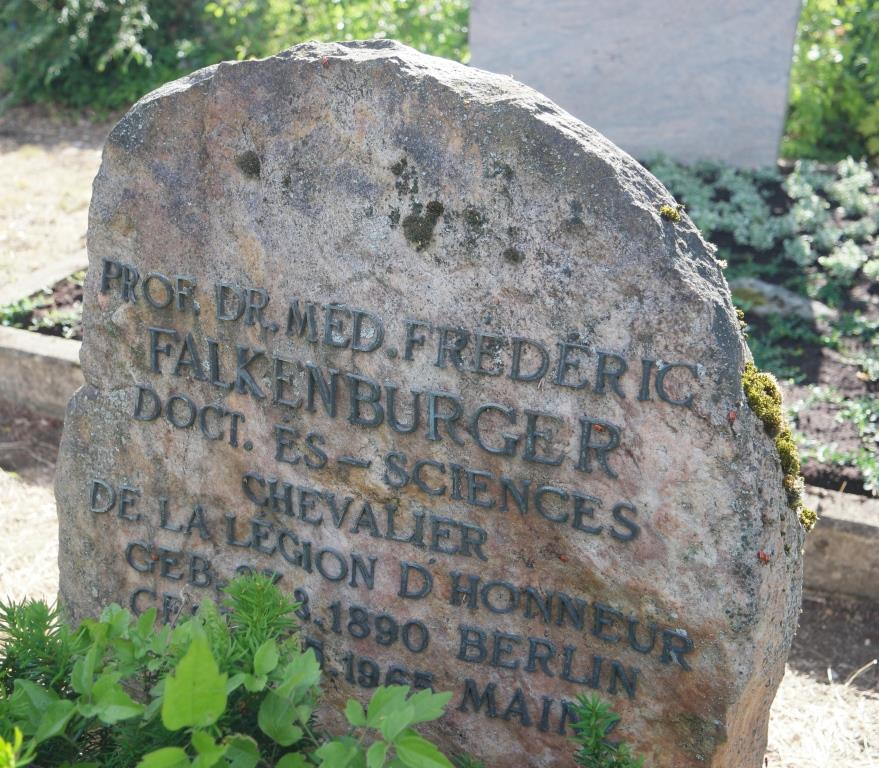
Grab von Frédéric Falkenburger auf dem Hauptfriedhof Mainz

Frédéric Falkenburger (* 27. August 1890 in Berlin; † 11. Mai 1965 in Mainz) war ein Anthropologe und Naturwissenschaftler.

## Leben
Falkenburger studierte Medizin und Naturwissenschaften an der Universität Straßburg und wurde 1916 in beiden Fächern promoviert. Er nahm als Arzt am Ersten Weltkrieg teil. Nach Kriegsende führte er bis 1929 eine Praxis in Berlin.
Er war von 1929 bis 1933 als Mediziner im Buchdruckerverein tätig. Nach der Machtübernahme durch die Nationalsozialisten folgte er seiner bereits 1932 emigrierten Familie nach Frankreich. 1936 und 1937 war er vorübergehend in Moskau tätig.
1937 begann Falkenburgers Tätigkeit am Pariser Centre National de la Recherche Scientifique (CNRS), wo er 1938 promoviert wurde. Er blieb bis 1959 im Mitarbeiterstab des CNRS. In seiner Zeit am CNRS entstand eine Reihe verschiedener anthropologischer Arbeiten zur Schädelkunde. Ende des Zweiten Weltkrieges war er Chef du Service de la Santé du Haut-Commissariat Français en Allemagne.
1946 wurde Falkenburger zum außerordentlichen, 1951 zum ordentlichen Professor der Anthropologie der Universität Mainz ernannt. Er war dort Direktor des Instituts für menschliche Stammesgeschichte und Biotypologie.

## Kritik der Rassenideologie
Frédéric Falkenburger rechnete nach dem Zweiten Weltkrieg mit der Rassenideologie der Faschisten ab. In seinem 1949 in der Zeitschrift Urania veröffentlichten Essay „Die Rasse in Naturgeschichte und Politik“ zeigt er, wie die Nationalsozialisten …
„… Rassen- und Kreuzungsfragen vom wissenschaftlichen Gebiet auf das politische überführte[n] und aus der Anthropologie eine Dienerin staatspolitischer Doktrinen machte[n]. So kam man zur Diffamierung ganzer ethnischen Gruppen, ja selbst zum Ausschluß bestimmter Volksteile aus dem gemeinsamen Leben der Nation und darüber hinaus sogar zu deren physischer Vernichtung.“
Als Urheber für die „Pseudowissenschaft der Rassenideologie“ nennt er mehrere Autoren, etwa Friedrich Schlegel; vor allem aber macht er den französischen Historiker und Diplomaten Arthur de Gobineau dafür verantwortlich, der in seinem Mitte des 19. Jahrhunderts veröffentlichten Versuch über die Ungleichheit der Menschenrassen die These aufstellte, nur „reine Rassen“ könnten Eroberer sein und ihre Macht nur so lange halten, bis sie „ihr Blut mit unterjochten Völkern“ vermischten. Diese und andere Veröffentlichungen Gobineaus hatten, so Falkenburger, entscheidenden Einfluss auf den Komponisten Richard Wagner und die Rassenideologen Houston Stewart Chamberlain, Alfred Rosenberg und Hermann Gauch.